# Mariusz Łapiński
 Mariusz Piotr Łapiński (ur. 26 sierpnia 1957 w Szczecinie) – polski polityk i lekarz kardiolog, doktor habilitowany nauk medycznych, poseł na Sejm IV kadencji, w latach 2001–2003 minister zdrowia.

## Życiorys
W 1984 ukończył studia medyczne na Akademii Medycznej w Warszawie. Stopień naukowy doktora nauk medycznych uzyskał w 1990,  habilitował się w 1999. Specjalizował się w zakresie chorób wewnętrznych i kardiologii. Został pracownikiem Wydziału Lekarskiego Akademii Medycznej w Warszawie. Zajmował stanowisko profesora nadzwyczajnego na tej uczelni oraz na Wojskowej Akademii Technicznej. W 1990 został kierownikiem pracowni 24-godzinnego automatycznego pomiaru ciśnienia, a w 1994 kierownikiem Kliniki Dziennej Nadciśnienia Tętniczego. Należał do inicjatorów stworzenia obu tych placówek. W 1997 pełnił funkcję doradcy ds. zdrowia premiera Włodzimierza Cimoszewicza.
W 2000 został pełniącym obowiązki dyrektora, a po przejściu postępowania konkursowego objął stanowisko dyrektora Samodzielnego Publicznego Centralnego Szpitala Klinicznego Akademii Medycznej w Warszawie. W latach 1995–2001 z ramienia ministra skarbu państwa zasiadał w radzie nadzorczej Polfy Kutno.
Działał w Socjalistycznym Związku Studentów Polskich. W 1999 został członkiem Sojuszu Lewicy Demokratycznej. Był współautorem programu partii w zakresie służby zdrowia. W wyborach parlamentarnych w 2001 uzyskał mandat poselski z listy SLD-UP z okręgu podwarszawskiego, otrzymując 7511 głosów. 19 października 2001 objął urząd ministra zdrowia w nowo powołanym rządzie Leszka Millera.
Był przeciwnikiem wprowadzonego przez rząd Jerzego Buzka systemu kas chorych, pozostawał w konflikcie z częścią dyrektorów (m.in. z Andrzejem Sośnierzem). Jako minister zdrowia doprowadził do zastąpienia kas chorych Narodowym Funduszem Zdrowia. W 2004 Trybunał Konstytucyjny uznał podstawowe przepisy ustawy o powszechnym ubezpieczeniu w Narodowym Funduszu Zdrowia za sprzeczne z Konstytucją RP.
Ze stanowiska ministra Mariusz Łapiński został zdymisjonowany 17 stycznia 2003, oficjalnie z powodu treści podpisanego bez konsultacji z premierem porozumienia ze związkowcami ze śląsko-dąbrowskiej „Solidarności”, w którym minister zobowiązał się do wystąpienia do rządu o umorzenie pożyczki udzielonej w 2000 z budżetu kasom chorych.
Kilka miesięcy później został wykluczony z SLD przez sąd partyjny po tym, jak w pobliżu siedziby partii w obecności byłego ministra i jego bliskiego współpracownika Aleksandra Naumana doszło do przepychanki między dziennikarzem „Newsweeka” (robiącym wcześniej im zdjęcia) a działaczami partyjnej młodzieżówki. W grudniu 2003 wykluczono go z klubu parlamentarnego Sojuszu Lewicy Demokratycznej po zwołanej konferencji prasowej, na której krytykował działalność nowego ministra zdrowia Leszka Sikorskiego.
W Sejmie został następnie członkiem Federacyjnego Klubu Parlamentarnego, w którym pełnił funkcję sekretarza. Później pozostał posłem niezrzeszonym. W 2004 sugerował, że Marek Belka był tajnym współpracownikiem służb specjalnych PRL. W 2005 nie kandydował do parlamentu. Pełnił później funkcję wiceprzewodniczącego Krajowej Partii Emerytów i Rencistów. W 2012 powrócił do SLD.
Od czasu zakończenia wykonywania mandatu posła związany z biznesem. Zasiadał w zarządach licznych spółek prawa handlowego, w tym związanych z przemysłem farmaceutycznym. Kierował także biurem Klastra Centrum Inżynierii Biomedycznej Wojskowej Akademii Technicznej. Został profesorem na Mazowieckiej Uczelni Medycznej w Warszawie.

## Odznaczenia
W 2000 otrzymał Złoty Krzyż Zasługi.